# Египетская биржа
Египетская биржа (ранее известная как Объединённые фондовые биржи Каира и Александрии) — биржа, состоящая из двух частей — Александрийской биржи (открыта в 1888 году) и Каирской биржи (открыта в 1903 году). Объединение бирж произошло в начале 1920-х годов. В 1940—1961 годах объединенные биржи входили в пятёрку крупнейших фондовых площадок мира. В 1961 году в рамках экономических реформ биржа была национализирована и закрыта. В 1992 году в связи с очередной сменой экономического курса правительством был принят закон о рынке капиталов, восстановивший работу биржи. Принадлежит государству, однако управляется на коммерческих основах.
- Объем торгов: $26,241 млрд (2005 год).
- Листинг: 694 компании (2006 год).
- Капитализация: $76,665 млрд (2006 год).
- Основной индекс: CASE 30 — отражает стоимость 30 наиболее ликвидных акций египетских компаний, торгующихся на бирже.

## События и происшествия
В 1907 году в результате кризиса, спровоцированного банкротством крупного александрийского банка Cassa di Sconto, Каирская биржа потерпела крах и была закрыта. Торги были возобновлены только в 1909 году.